# جاورجيوس بغلريس
جاورجيوس بغلريس هو سياسي عثماني شغل منصب والي في الدولة العثمانية.

## مناصبه
تولى المناصب التالية:
- أمير ساموس (أبريل 1912–أغسطس 1912)